# グラパー!ボクとおやすみ前のグラドルたち
『グラドル向上委員会～森咲智美と大人の遊び～』（グラドルこうじょういいんかい もりさきともみとおとなのあそび）は、2022年4月8日（7日深夜）から9月9日（8日深夜）までBS11で放送されていたバラエティ番組である。
本ページでは、かつてBSスカパー!で放送されていたレギュラー番組第1期『グラパー!ボクとおやすみ前のグラドルたち』（グラパー ボクとおやすみまえのグラドルたち、2020年9月 - 12月）、および第2期『グラドル向上委員会（仮）』（グラドルこうじょういいんかい かっこかり、2021年2月 - 2022年3月）についても記載する。

## 概要
2020年9月11日からBSスカパー!で放送がスタート。MCを務める橋本梨菜と森咲智美はともにレギュラーMC初抜擢となる。放送は月1ペース。
スカパー!で放送されるグラビア番組や人気チャンネルを紹介しつつ、毎回、売り出し中のグラビアアイドルがゲストで登場。MC陣と水着を着用した対決企画に挑戦する。
放送終了後からスカパー!オンデマンドでの見逃し配信も行われた。
第4回で一旦休止の上、2021年2月16日（15日深夜）より『グラドル向上委員会（仮）』とタイトルを改め放送再開。初回放送時間は毎月第3火曜0時（月曜深夜24時）。グラパー!に引き続き、番組MCを橋本梨菜と森咲智美が務めた。
2022年3月22日（21日深夜）『グラドル向上委員会（仮）』のスペシャル版『グラドル向上委員会（仮）SP前編・後編』（ゲスト：ケンドーコバヤシ）の放送をもって番組終了となった。
2022年4月8日（7日深夜）、放送局をBSスカパー!からBS11に移り『グラドル向上委員会～森咲智美と大人の遊び～』とタイトルを改め放送再開。これまで、橋本梨菜と森咲智美で番組MCを務めていたが、番組名の通り森咲智美単独の冠番組となり、番組内容も「森咲智美がワンランク上の芸能人になるために趣味を極めた芸能界の先輩たちから大人の遊びを学ぶバラエティ番組」にリニューアルされた。また、番組公式YouTubeチャンネルにて見逃し配信も行っている。
2022年9月9日（8日深夜）に放送された『森咲智美と大人の遊び』の最終回をもって、『グラパー!』から通算2年に渡って続いた番組の歴史に幕を下ろした。

## 出演者
- 森咲智美（グラパー!ボクとおやすみ前のグラドルたち、グラドル向上委員会（仮）、グラドル向上委員会～森咲智美と大人の遊び～）
- 橋本梨菜（グラパー!ボクとおやすみ前のグラドルたち、グラドル向上委員会（仮））

## 放送リスト
グラパー!ボクとおやすみ前のグラドルたち→グラドル向上委員会（仮）
| 回                                      | 回                                      | 初回放送日                              | スタジオゲスト                          | 備考                                    |
| グラパー!ボクとおやすみ前のグラドルたち | グラパー!ボクとおやすみ前のグラドルたち | グラパー!ボクとおやすみ前のグラドルたち | グラパー!ボクとおやすみ前のグラドルたち | グラパー!ボクとおやすみ前のグラドルたち |
| --------------------------------------- | --------------------------------------- | --------------------------------------- | --------------------------------------- | --------------------------------------- |
| 1                                       | 1                                       | 2020年9月11日                           | 船岡咲、速水ゆき                        |                                         |
| 2                                       | 2                                       | 2020年10月9日                           | 白壁爽子、福丸雛                        |                                         |
| 3                                       | 3                                       | 2020年11月13日                          | 新田ゆう、荒川真衣                      |                                         |
| 4                                       | 4                                       | 2020年12月11日                          | 仲村まひろ、大間乃トーコ                |                                         |
| グラドル向上委員会（仮）                |                                         |                                         |                                         |                                         |
| 1                                       | 1                                       | 2021年2月15日                           | メイリ、篠原冴美                        |                                         |
| 2                                       | 2                                       | 2021年3月15日                           | 青科まき、白葉まり                      |                                         |
| 3                                       | 3                                       | 2021年4月19日                           | 名取くるみ、三宿菜々                    |                                         |
| 4                                       | 4                                       | 2021年5月17日                           | 犬童美乃梨、本郷杏奈、伊藤しほ乃        |                                         |
| 5                                       | 5                                       | 2021年6月21日                           | 高梨瑞樹、未梨一花、渕上ひかる          |                                         |
| 6                                       | 6                                       | 2021年7月19日                           | 夏本あさみ、佐々木萌香、益田アンナ      |                                         |
| 7                                       | 7                                       | 2021年8月16日                           | 吉田実紀、池尻愛梨、草野綾              | [ 注 5 ]                                |
| 8                                       | 8                                       | 2021年9月20日                           | ちとせよしの、白藤有華、日向葵衣        | [ 注 6 ]                                |
| 9                                       | 9                                       | 2021年10月18日                          | 岩﨑名美、東坂みゆ、まいてぃ            | [ 注 7 ]                                |
| 10                                      | 10                                      | 2021年11月15日                          | 西永彩奈、村上りいな、なみ              | [ 注 8 ]                                |
| 11                                      | 11                                      | 2021年12月20日                          | 原つむぎ、愛萌なの、月城まゆ            |                                         |
| 12                                      | 12                                      | 2022年1月17日                           | 大嶋みく、池田ゆうな                    |                                         |
| SP                                      | 前編                                    | 2022年3月21日                           | ケンドーコバヤシ                        |                                         |
| SP                                      | 後編（R15+）                            | 2022年3月21日                           | ケンドーコバヤシ                        |                                         |

グラドル向上委員会～森咲智美と大人の遊び～
| 回 | 放送日        | サブタイトル                      | ゲスト                          | 出典・備考      |
| -- | ------------- | --------------------------------- | ------------------------------- | --------------- |
| 1  | 2022年4月8日  | キャンプを学ぶ①                   | じゅんいちダビッドソン          |                 |
| 2  | 2022年4月15日 | キャンプを学ぶ②                   | じゅんいちダビッドソン          |                 |
| 3  | 2022年5月6日  | 海釣りを学ぶ①                     | 田村亮 （ロンドンブーツ1号2号） |                 |
| 4  | 2022年5月13日 | 海釣りを学ぶ②                     | 田村亮 （ロンドンブーツ1号2号） |                 |
| 5  | 2022年6月3日  | たんぽぽ川村と温泉を学ぶ①         | 川村エミコ（たんぽぽ）          |                 |
| 6  | 2022年6月10日 | たんぽぽ川村と温泉を学ぶ②         | 川村エミコ（たんぽぽ）          |                 |
| 7  | 2022年7月8日  | 遊びの先輩 須藤元気と日本酒を学ぶ | 須藤元気                        |                 |
| 8  | 2022年7月15日 | 及川奈央からミニ四駆を学ぶ①       | 及川奈央                        | [ 12 ] [ 動 1 ] |
| 9  | 2022年8月5日  | 及川奈央からミニ四駆を学ぶ②       | 及川奈央                        |                 |
| 10 | 2022年8月12日 | 橋本梨菜からマリンスポーツを学ぶ① | 橋本梨菜                        |                 |
| 11 | 2022年9月2日  | 橋本梨菜からマリンスポーツを学ぶ② | 橋本梨菜                        |                 |
| 12 | 2022年9月9日  | 橋本梨菜からマリンスポーツを学ぶ③ | 橋本梨菜                        | [ 注 9 ]        |

## 次世代を担うグラビアアイドルオーディション
『グラドル向上委員会（仮）』の新企画として、次世代を担うグラビアアイドルの発掘オーディションを2021年8月から9月にかけて開催した。

### 選考方法
選考方法は、書類選考を経て、ネット配信サービス「マシェバラ」で獲得したポイント数と「グラドル向上委員会（仮）」公式YouTubeチャンネルでの動画再生回数が審査対象となるサバイバル⽅式。

### 各賞
- グランプリ（1名）
- 準グランプリ（1名）
- 審査員特別賞（1名 ※該当者なしの場合あり）

受賞者は、『グラドル向上委員会（仮）』の2021年11月～12月分のコーナーに出演。

### 受賞者
- グランプリ：奥村美香
- 準グランプリ：沙梨菜
- 審査員特別賞：百野綾華

## スタッフ
グラドル向上委員会～森咲智美と大人の遊び～（第3期）
- ナレーター：細谷美友
- 構成：鈴木功治
- CAM：為谷純、堀内昭彦、清水崇行
- VE：本田和彦
- メイク：中島愛貴（do:t）、井上好美
- 編集：副嶋大悟、渡邊寛樹、森泉洋平、鈴木大助、桑野隆徳
- MA：草山洋次、赤津英彰、藤田謙太郎、木村亮允
- 音効：福永真弓
- 技術協力：TPブレーン、フリーダムオブザック、IMAGICA
- AD：長谷川藍子
- AP：藤崎桃子
- ディレクター：樋谷昌史
- プロデューサー：鈴木康之（BS11）
- 演出・プロデュース：高野徹
- 制作著作：OVERDRIVE

過去のスタッフ
- ディレクター：藤森達也（#1 - 4）

グラパー!ボクとおやすみ前のグラドルたち（第1期）→グラドル向上委員会（仮）（第2期）
● = 第1期、■ = 第2期
- ナレーター：入江玲於奈（●）、細谷美友（■）[15]
- 構成：乾友子（●#1 - 2）、福田浩士（●#3 - 4、■）
- SW：先崎聡（●、■#1 - 6・11 - 12）、片平哲也（■#7 - 10、●はCAM）
- CAM：河野敬磨（■#1 - 5）、高瀬和彦（■#6 - 12）、松尾俊一郎（■SP）
- MIX：石原雄一（●、■#1 - 12）、近藤良弘（■SP）
- VE：塚本修（●、■#1 - 12）、本田和彦（■SP）
- LD：尾籠晴文（●、■#1 - 12）、及川彪太（■SP）
- メイク：raftel
  - 小川万里子、有働萌（小川・有働→●#1 - 2）、中島愛貴（●#3 - 4、■#3 - 12・SP[注 10]）、平野まゆみ（●#3 - 4）、池ともみ、茂木りさ（池・茂木→■#1 - 2）、有藤萌（■#3 - 5）
- 編集：副嶋大悟（●#1 - 2、■#1 - 4・6 - 12・SP）、東川健太（●#3、■#5）、小池隆介（●#4）
- MA：峯紀雄（●、■#1 - 7・9 - 12）、深沢一友（■#8）、藤田啓（■SP）
- 音効：福永真弓
- CGデザイン：九五（●）
- 技術協力：fmt（●、■#1 - 12）、IMAGICA、フリーダムオブザック、TPブレーン（■#3 - 5・SP）、光影舎（■#3 - 5）
- 編成：長谷川孝洋（●、■#1 - 12）
- 広報：杉原里衣、亀山みさき（杉原・亀山→●）
- 演出補：武藤千紗（●、■#1 - 2）、吉田紗梨奈（●#3 - 4、■#1 - 6）、津曲ゆめ（■#7 - 8）、丁雪瑶（■#7）、増子千咲（■#9 - 12）
- AP：大矢かづみ（●#1 - 2）、清水瑠加（●）、倉邉玲夢（■#7 - 12、●#3 - 4と■#1 - 6は演出補）、藤崎桃子（■SP、■#9 - 12は演出補）
- キャスティング：荒井かおり（●、■#1 - 6）
- ディレクター：岡部剛（●、■#1 - 8）、曽我和隆（●#3 - 4、■#1 - 8）、藤森達也（■#7 - 12・SP）、野上貢（■#7 - 12）、大野剛史、樋谷昌史（大野・樋谷→■#11 - 12）
- プロデューサー：川原崎紘史（スカパー!、■、●はチーフプロデューサー）、石原舞以子（■#1 - 12、●はAP）
- 演出・プロデュース：高野徹（■#7 - 12・SP、●と■#1 - 6はプロデューサー）
- 制作：スカパー!（●は制作著作）、OVERDRIVE（■、●は制作協力）